# Paganese Calcio 1926 2011-2012
Questa voce raccoglie le informazioni riguardanti la Paganese Calcio 1926 nelle competizioni ufficiali della stagione 2011-2012.

## Stagione
La Paganese partecipa al girone B della Lega Pro Seconda Divisione 2011-2012, riuscendo a classificarsi al sesto posto, e dopo aver battuto il Vigor Lamezia in semifinale, 1-0 all'andata e al ritorno, e in finale il Chieti per 2-0 all'andata e un pareggio 0-0 al ritorno, riesce ad ottenere la promozione in Lega Pro Prima Divisione.
In Coppa Italia Lega Pro, invece, riesce a superare il girone I classificandosi al secondo posto con 5 punti, a pari con Arzanese e Neapolis, ma con differenza reti più alta. Al primo turno batte il Sorrento 2-0, ma viene sconfitta al secondo turno dall'Andria BAT per 3-2, uscendo così dalla competizione.

## Divise e sponsor
Dal sito internet ufficiale della società
- Sponsor Ufficiale: Mr.Magazine
- Co-Sponsor: Mediterranea immobiliare
- Sponsor Tecnico: Legea
- Partner Ufficiale:  Medical Equipment

| Casa | Trasferta | Terza Divisa |

## Organigramma societario
Dal sito internet ufficiale della società.
Area direttiva
- Presidente: Trapani Raffaele
- Vice Presidente:  Marrazzo Francesco
- Dirigenti: Buccino Antonio, De Martino Alessandro, De Martino Carlo,  Marrazzo Salvatore, Mastellone Alberto, Pepe Teodosio, Piccolo Alfonso, Santoriello Felice
- Direttore Generale: D'Eboli Cosimo

Area organizzativa
- Segretario: Ferraioli Antonio detto Mario
- Team Manager: Raiola Filippo
- Addetto all'Arbitro: Polito Nicola
- Resp. Amministrativo: Manzo Alfonso
- Resp. Security Desnapol S.r.l
- Magazzinieri:  Raffaele D'Amaro, Vincenzo Cicalese

Area comunicazione
- Capo Ufficio Stampa: Amato Valentino
- Ufficio Stampa: Cosentino Fabio, Pepe Gianluca, Tiano Roberto
- Fotografo Ufficiale: Sorrentino Mirco

Area tecnica
- Allenatore: Gianluca Grassadonia, poi Giuseppe Palumbo, poi Gianluca Grassadonia
- Preparatore atletico: Domenico Melillo

Area sanitaria
- Medici Sociali: Errico Cesareo, Riccardo Cardasco, Raffaele De Virgilio, Ferdinando Ferrara
- Fisioterapista-Osteopata Vincenzo Galizia

## Rosa
Fonte:
| N. |                   | Ruolo | Calciatore            |
| -- | ----------------- | ----- | --------------------- |
| 1  | Italia (bandiera) | P     | Giancarlo Petrocco    |
| 12 | Italia (bandiera) | P     | Piero Robertiello     |
| 5  | Italia (bandiera) | D     | Luca Fusco (capitano) |
| 6  | Italia (bandiera) | D     | Giuseppe Rinaldi      |
| 13 | Italia (bandiera) | D     | Enrico Pepe           |
| 14 | Italia (bandiera) | D     | Pietro Sicignano      |
| 23 | Italia (bandiera) | D     | Vincenzo Pastore      |
| 2  | Italia (bandiera) | D     | Dario Balzano         |
| 24 | Italia (bandiera) | D     | Giuseppe Loiacono     |
| 3  | Italia (bandiera) | D     | Francesco Agresta     |
| 15 | Italia (bandiera) | D     | Francesco Errico      |
| 4  | Italia (bandiera) | C     | Andrea Tricarico      |

| N. |                   | Ruolo | Calciatore          |
| -- | ----------------- | ----- | ------------------- |
| 8  | Italia (bandiera) | C     | Raffaele De Martino |
| 16 | Italia (bandiera) | C     | Salvatore Russo     |
| 19 | Italia (bandiera) | C     | Salvatore Giglio    |
| 7  | Italia (bandiera) | C     | Salvatore Galizia   |
| 20 | Italia (bandiera) | C     | Fabio Orlando       |
| 11 | Italia (bandiera) | C     | Francesco Scarpa    |
| 17 | Italia (bandiera) | C     | Samuele Neglia      |
| 9  | Italia (bandiera) | A     | Luca Orlando        |
| 18 | Italia (bandiera) | A     | Pasquale Siciliano  |
| 21 | Italia (bandiera) | A     | Stefano Morello     |
| 10 | Italia (bandiera) | A     | Dino Fava Passaro   |

## Risultati

### Lega Pro Seconda Divisione

#### Girone di andata
| 2011 1ª giornata | Paganese | 2 – 0 | Celano |  |

| 2011 2ª giornata | Milazzo | 0 – 2 | Paganese |  |

| 2011 3ª giornata | Paganese | 3 – 1 | Isola Liri |  |

| 2011 4ª giornata | Perugia | 2 – 1 | Paganese |  |

| 2011 5ª giornata | Paganese | 2 – 1 | Vibonese |  |

| 2011 6ª giornata | Fondi | 0 – 1 | Paganese |  |

| 2011 7ª giornata | Vigor Lamezia | 1 – 1 | Paganese |  |

| 2011 8ª giornata | Paganese | 2 – 0 | Aprilia |  |

| 2011 9ª giornata | L'Aquila | 0 – 0 | Paganese |  |

| 2011 10ª giornata | Paganese | 2 – 1 | Giulianova |  |

| 2011 11ª giornata | Gavorrano | 1 – 1 | Paganese |  |

| 2011 12ª giornata | Paganese | 1 – 1 | Neapolis |  |

| 2011 13ª giornata | Ebolitana | 0 – 0 | Paganese |  |

| 2011 14ª giornata | Paganese | 1 – 2 | Chieti |  |

| 2011 15ª giornata |  | – Turno di riposo |  |  |

| 2011 16ª giornata | Campobasso | 0 – 1 | Paganese |  |

| 2012 17ª giornata | Paganese | 1 – 0 | Aversa Normanna |  |

| 2012 18ª giornata | Catanzaro | 2 – 1 | Paganese |  |

| 2012 19ª giornata | Paganese | 3 – 1 | Melfi |  |

| º 2012 20ª giornata | Fano | 1 – 1 | Paganese |  |

| 2012 21ª giornata | Paganese | 1 – 1 | Arzanese |  |

#### Girone di ritorno
| 2012 22ª giornata | Celano | 1 – 0 | Paganese |  |

| 2012 23ª giornata | Paganese | 1 – 0 | Milazzo |  |

| 2012 24ª giornata | Isola Liri | 2 – 2 | Paganese |  |

| 2012 25ª giornata | Paganese | 0 – 0 | Perugia |  |

| 2012 26ª giornata | Vibonese | 1 – 1 | Paganese |  |

| 2012 27ª giornata | Paganese | 1 – 0 | Fondi |  |

| 2012 28ª giornata | Paganese | 0 – 2 | Vigor Lamezia |  |

| 2012 29ª giornata | Aprilia | 3 – 0 | Paganese |  |

| 2012 30ª giornata | Paganese | 1 – 1 | L'Aquila |  |

| 2012 31ª giornata | Giulianova | 0 – 1 | Paganese |  |

| 2012 32ª giornata | Paganese | 3 – 4 | Gavorrano |  |

| 2012 33ª giornata | Neapolis | 0 – 1 | Paganese |  |

| 2012 34ª giornata | Paganese | 1 – 1 | Ebolitana |  |

| 2012 35ª giornata | Chieti | 2 – 1 | Paganese |  |

| 2012 36ª giornata |  | – Turno di riposo |  |  |

| 2012 37ª giornata | Paganese | 1 – 0 | Campobasso |  |

| 2012 38ª giornata | Aversa Normanna | 1 – 0 | Paganese |  |

| 2012 39ª giornata | Paganese | 1 – 1 | Catanzaro |  |

| 2012 40ª giornata | Melfi | 1 – 1 | Paganese |  |

| 2012 41ª giornata | Paganese | 2 – 1 | Fano |  |

| 2012 42ª giornata | Arzanese | 1 – 3 | Paganese |  |

#### Play-off
| Arbitro: | Borriello (Mantova) |

|             |           |  |
| 15’ Orlando | Marcatori |  |

| Arbitro: | Aureliano (Bologna) |

|  |           |             |
|  | Marcatori | 18’ Orlando |

| Arbitro: | Pairetto (Nichelino) |

|                      |           |  |
| 18’ Galizia 68’ Fava | Marcatori |  |

| Chieti 10 giugno 2012, ore 16:00 CEST Finale - ritorno | Chieti                 | 0 – 0 referto | Paganese | Stadio Guido Angelini\| Arbitro: \| Manganiello (Pinerolo) \| |
| Arbitro:                                               | Manganiello (Pinerolo) |               |          |                                                               |

### Coppa Italia Lega Pro
| 17 agosto 2011 1ª giornata |  | – Turno di riposo |  |  |

| Arbitro: | Rosario Abisso (Palermo) |

|                               |           |                     |
| Salvati Incoronato 90’ (rig.) | Marcatori | 7’ Tortori 15’ Fava |

| Pagani 24 agosto 2011, ore 20:30 3ª giornata | Paganese                 | 0 – 0 referto | Neapolis | Stadio Marcello Torre\| Arbitro: \| Ivan Magnani (Frosinone) \| |
| Arbitro:                                     | Ivan Magnani (Frosinone) |               |          |                                                                 |

| Arbitro: | Andrea Adduci (Paola) |

|               |           |  |
| Innocenti 69’ | Marcatori |  |

| Arbitro: | Vincenzo Soricaro (Barletta) |

|                                                                                   |           |  |
| Solazzo 10’ Giglio 17’ (rig.) Neglia 30’ Orlando 66’, 79’ Scarpa 70’ Loiacono 83’ | Marcatori |  |

#### Fase ad eliminazione diretta
| Arbitro: | Alessio Petroni (Roma) |

|                         |           |  |
| Galizia 39’ Morello 68’ | Marcatori |  |

| Arbitro: | Michele D'Iasio (Matera) |

|                                      |           |                                |
| Minesso 39’ Larosa 45+1’ Gambino 52’ | Marcatori | 28’ Fava Passaro 72’ L.Orlando |

## Giovanili

### Organigramma societario
dal sito ufficiale della società
Area direttiva
- Responsabile: Francesco De Risi
- Segretario settore giovanile: Diego Buonfiglio
- Preparatore Atletico: Ezio Tortora
- Preparatore Portieri: Michele Di Lorenzo

Berretti
- Allenatore Berretti: Donato Salerno
- Allenatore in Seconda Berretti: Luigi Torrente

Allievi
- Allenatore allievi nazionali: Luigi Padovano
- Allenatore allevi regionali: Rocco Acanfora
- Allenatore allievi regionali '95: Fiore Pepe

Giovanissimi
- Allenatore Giovanissimi: Giovanni Nasta